# Тройная помолвка
«Тройная помолвка» (яп. 婚約三羽烏: коняку самбагарасу, англ. The Trio's Engagements) — японский фильм 1937 года, поставленный режиссёром Ясудзиро Симадзу. Элегантная романтическая комедия, в которой показан городской колорит и образ жизни того периода в токийском торговом и культурном центре Гиндза.

## Сюжет
В период 1930-х годов, на фоне нехватки рабочих мест, трое молодых людей одновременно пытаются претендовать на одну и ту же работу продавца-консультанта в большом столичном галантерейном магазине. Они знакомятся на кастинге, затем каждому из них придётся пройти испытательный срок, работая непосредственно в магазине. Каждый из троих предпринимает все усилия, чтобы пройти испытание и стать лучшим. Борьба за место под солнцем осложняется ещё и тем, что все трое влюбляются в дочь хозяина, и каждый пытается завоевать её руку и сердце. Кого она выберет, и кто останется служить в магазине? Все трое очень различны: один из них городской (Кэн), другой из сельской местности (Син), а третий с рабочей окраины (Сюдзи); один тонкая натура, мечтатель-романтик, но несколько рассеян (Кэн), другой грубоватый мужлан, но тем не менее не лишённый чисто мужского обаяния (Син), третий парень с ленцой (Сюдзи)… Кроме того — каждый скрывает своего скелета в шкафу: у всех троих уже есть девушки, с которыми они не прочь расстаться ради понравившейся им перспективной красотки Рэйко.

## В ролях
- Кэн Уэхара — Кэн Танияма
- Син Сабури — Син Мики
- Сюдзи Сано — Сюдзи Камура
- Миэко Такаминэ — Рэйко Кагэяма
- Кунико Миякэ — Дзюнко
- Хидэо Такэда — Сонсити Кагэяма, хозяин фирмы / отец Рэйко
- Фумико Кацураги — жена Сонсити / мать Рэйко
- Тацуо Сайто — Ана, менеджер
- Масами Морикава — Эйко, подруга Кэна
- Синобу Аоки — мать Эйко
- Кадзуко Комаки — Осэн, подруга Сина
- Тёко Иида — женщина в табачной лавке
- Рэйкити Кавамура — Исояма, шеф-наставник
- Фумико Окамура — мать Кэна
- Кимио Оцука — Харуко, сестра Кэна
- Рэйко Хикава — танцовщица

## Премьеры
- — национальная премьера фильма состоялась 14 июля 1937 года[1].
- — европейская премьера фильма состоялась в феврале 2010 года на 60-м Берлинском международном кинофестивале в рамках ретроспективы «Японский модерн: 1930-е годы», посвящённой фильмам Ясудзиро Симадзу[2].
- — 10 апреля 2010 года фильм демонстрировался в ретроспективном показе на Гонконгском международном кинофестивале[англ.][1].

## О фильме

Разворот еженедельного киножурнала 新宿松竹館 (Shinjuku Shochiku Hall) за июль 1937 года с рекламой (на правом листе) к фильму «Тройная помолвка» и «трио Сётику» в нём

Звёздная система всегда являлась важнейшей составляющей киноиндустрии. Продюсеры кинокомпании «Сётику», взяв это на вооружение, решили соединить в этой киноленте сразу три нарождающихся кинозвезды своей студии — Кэна Уэхару, Сина Сабури и Сюдзи Сано, предложив их поклонникам своеобразный подарок — три звезды в одном фильме. А для молодых актёров фильм стал как бы кинобенефисом, после которого они будут ещё более популярны у японской молодёжной аудитории. Руководство студии запустит на полную мощность рекламную кампанию по продвижению фильма и его трёх звёзд, которых в прессе будут именовать не иначе, как «трио Сётику». В фильме актёры исполнят роли молодых щеголеватых сотрудников современного универмага, появляясь на экране преимущественно в отглаженных костюмах по последней западной моде, чисто выбритые, аккуратно причёсанные, что добавило им в глазах поклонниц лоска и харизмы. Надо также упомянуть, что в фильме засверкают не только парни «трио Сётику», но здесь же впервые сыграет заметную роль (Рэйко, — за руку и сердце которой и борются герои) молодая актриса Миэко Такаминэ, которая в последующие годы будет звездой фильмов Ясудзиро Одзу, Кэндзи Мидзогути, Хэйноскэ Госё и других выдающихся режиссёров Японии. Кинолента по выходу в прокат будет бить рекорды посещаемости и станет в коммерческом плане одним из самых успешных фильмов первых военных лет (за неделю до выпуска фильма началась японо-китайская война), что было только на руку военному правительству, так как развлекательная продукция отвлекала население от тягот и лишений военного периода.
Когда Симадзу снял эту комедию, она состояла из девяти катушек киноплёнки (по данным японской базы данных по кино / JMDb), что означает общее время продолжительности около 90 минут (так как одна катушка — в среднем длится 10 минут). На сегодняшний день от фильма сохранилось 66 минут, что вообще характерно для японских кинофильмов, снятых до 1946 года: японская кинематография в этом плане пострадала как никакая другая в мире. Множество киноплёнок сгорело при бомбёжках Второй мировой войны, много также было уничтожено и вывезено во время американской оккупации 1945—1952 годов (по некоторым данным сотни фильмов американцы вывезли на Гавайи, но там следы их и затерялись). И если утерянные фильмы других стран потихоньку находятся в различных киноархивах мира, то с японскими фильмами в этом плане сложнее, так как Япония первой половины XX века вела политику самоизоляции от внешнего мира, японские фильмы довоенного и военного периода почти нигде за рубежом не демонстрировались и их фильмокопии в иностранные архивы в те годы не поступали. По причине отсутствия почти получасового куска плёнки, мы никогда не узнаем, что же происходило в этих пропавших кадрах, причём по всей видимости (если судить по оставшемуся) недостаёт именно концовки. Хотя и оставшееся для просмотра потомкам экранное время этой лёгкой беззаботной комедии доставляет истинное удовольствие поклонникам старого доброго кино.
Фильм ещё недавно практически недоступный и никем не виденный, в 2010-е годы был вынут из запасников и началась его новая экранная судьба. Впервые современному зрителю киноленту представили на Токийском международном кинофестивале в ноябре 2009 года в рамках ретроспективы Ясудзиро Симадзу, озаглавленной «Японский модерн: 1930-е годы» (Nippon Modern: 1930s). Вскоре кинолента была успешно показана и в Европе в рамках той же программы ретроспективы Симадзу в феврале 2010 года на 60-м Берлинском международном кинофестивале, а затем и на одном из крупнейших азиатских кинофорумов — с 21 марта по 6 апреля того же года (Международный кинофестиваль в Гонконге).